# Скид Роу (Ирландия)
Вижте пояснителната страница за други значения на Скид Роу.
„Скид Роу“ (на английски: Skid Row) е ирландска блус рок група, активна между 1967 и 1972 година.
Създадена е в Дъблин от басиста Бръш Шийлс, а през следващите години в групата участват известни ирландски рок музиканти като Фил Лайнът и Гери Мур.